# Alexandre Turpault
Pour les articles homonymes, voir Turpault.
Alexandre Turpault, né Marie-Alexandre Turpault le 14 mars 1819 à Cerizay (Deux-Sèvres) et mort le 12 février 1899 à Cholet (Maine-et-Loire), est un fabricant de toiles à Cholet, qui a fondé sa maison, spécialiste du linge de maison de luxe.

## Biographie
Alexandre Turpault nait le 14 mars 1819 à Cerizay, commune dont l’activité dépend du choletais. Il est le dernier fils de Pierre Turpault, marchand de chevaux, et de Marie-Anne Brémaud qui ont déjà trois fils : Philippe-Alexis (1812), Henri (1815) et Benjamin (1814). 
En 1825, Pierre Turpault meurt à Châtillon-sur-Sèvre. Sa veuve, Marie-Anne, se remarie par la suite avec Joseph-Louis Thuyau, négociant.
Le 4 septembre 1854, Alexandre Turpault épouse Léontine Menière, fille de Joseph Louis Menière et de Marie-Aimée Delhumeau. Elle lui donne trois enfants, nés à Cholet : Alexandre Marie Joseph le 22 septembre 1855, Alexis (dit Georges) le 30 novembre 1858 et Marie le 5 février 1861.
Alexandre Turpault meurt le 12 février 1899, à l'âge de 79 ans, laissant le souvenir d'un homme philanthrope et généreux, engagé dans la vie publique et sociale. Alexandre Turpault a fait figure d'un homme droit, proche de ses employés et dont la popularité fait qu'il a été élu à maintes reprises par les Choletais mais il a toujours préféré se concentrer sur le développement de son entreprise et sur sa famille. En 1926, il est réinhumé, avec son épouse, dans la chapelle de la famille Forest au cimetière de Malansac.

## Vie professionnelle

### Les années d'association Alexandre Turpault et frères avec Joseph-Louis Thuyau
En 1838, à l'âge de 19 ans, Alexandre Turpault fonde sa maison de filature de laine au Pont-Vieux, à Mortagne-sur-Sèvre, en s'associant avec ses trois frères et son beau-père, Joseph-Louis Thuyau. Ils exploitent également la teinturerie de Belébat à Cholet. Ils se développent rapidement et emploient vingt-sept personnes en 1846.
Les associés se séparent alors, ce qui permet à Alexandre Turpault de se spécialiser dans la teinture du coton à froid, en couleur indigo. À leur séparation, il semble que la teinturerie de Belébat à Cholet soit revenue à l'aîné, Philippe-Alexis et la filature de laine à Mortagne-sur-Sèvre au cadet, Henri Turpault.

### Les années d'association Alexandre Turpault-Charles Libaud

#### Une association naissante
En 1849, Alexandre Turpault s'associe à Charles Libaud, propriétaire d’une teinturerie à froid qui fournit aux ouvriers tisserands la matière première teinte, c'est-à-dire du fil de coton pour la trame ainsi que des chaînes ourdies (c'est-à-dire une association de fils parallèles qui seront associés à la trame perpendiculairement pour obtenir la toile tissée). Leur spécialité est la teinture du coton en couleur indigo, par des procédés à froid passant par dix à douze cuves.

#### Réussite et expansion
En 1851, Alexandre Turpault et son associé louent une maison qui sert de magasin, 35 rue du Sentier à Paris, géré par Charles Libaud qui y passe le plus clair de son temps.
Les affaires progressant, Alexandre Turpault et Charles Libaud louent la blanchisserie de la Godinière. Ce domaine de 7 ha au nord-ouest de Cholet est pourvu d'un étang et de plusieurs bâtiments qui permettent d'y installer une buanderie, une lingerie, une chimisterie ainsi qu'un séchoir haut.
Alexandre Turpault trouve en Aristide Boucicaut, fondateur du Bon Marché en 1852, un partenaire idéal pour la promotion et l'écoulement des productions de ses usines choletaises. Ils créent ensemble le « mois du blanc », une opération promotionnelle toujours d'actualité en 2017.

#### Début de la mécanisation
En 1853, Alexandre Turpault introduit le blanchiment mécanique pour les toiles et les mouchoirs de fils de lin. En effet, il reçoit en 1856 l'autorisation d'installation d'une chaudière à vapeur sur le site de la Godinière. Il se détache ainsi de la contrainte de la force hydraulique : il n'est plus nécessaire de s'installer sur les bords d’un cours d'eau pour fournir de l'énergie. C'est le début de la mécanisation et de l'utilisation des machines à vapeur, pour lesquelles la maison Turpault utilise l'eau de l’étang de la Godinière.
Les carnets de patente de Cholet font état en 1856 d'une blanchisserie « nouvellement construite et importante, très avantageusement située sur le bord d'un bel étang appelé La Godinière » dont la qualité de l'eau est qualifiée d’excellente. L'entreprise emploie en moyenne vingt-cinq ouvriers (contre dix-huit, deux ans plus tôt), ce qui fait d'elle l'une des blanchisseries les plus importantes de la ville.

#### Nouveau procédé de blanchiment
Vers 1855, une nouvelle technique de blanchiment est mise en œuvre par M. Bouchet qui dépose le brevet d'invention le 8 septembre 1856 alliant désormais à la technique de débouillissage (utilisation de lessive de soude) l'utilisation de chlore comme produit décolorant. En 1857, Alexandre Turpault achète pour le territoire choletais l'exclusivité de ce brevet d'invention, avec l'intitulé : Procédé de blanchiment applicable aux tissus, toiles et cotons, aux pâtes à papier provenant de chiffons et aux filaments de toutes plantes textiles. L'enjeu est d'obtenir un procédé de blanchiment du tissu de lin plus rapide et d'une qualité équivalente.

#### La fin de l'association Libaud–Turpault
Alors que le capital de la société a presque triplé, les deux associés décident de se séparer à la fin de l'année 1858. Alexandre Turpault conserve alors l'activité sur le site de la Godinière et la maison du Sentier, à Paris.

### Croissance des activités de tissage
Le 10 août 1863, Alexandre Turpault achète une ancienne filature, alors en faillite : l'usine de Fleuriais. Il décide d'y installer un tissage mécanique pour le lin, pour lequel il utilise l'énergie hydraulique puis fait la demande d'autorisation en 1865 pour acquérir une machine à vapeur de 50 CV, construite par messieurs Allard et Pommeraye, à Nantes. 
En 1867, Alexandre Turpault et son épouse se portent acquéreurs du site de la Godinière, c'est-à-dire l'étang et les bâtiments, qui était jusqu'alors loué. C'est trois ans plus tard, en 1870, qu'Alexandre Turpault accepte de vendre l'étang à la municipalité de Cholet, pour l'alimentation de trois lavoirs publics mais Turpault se réserve le droit de construire une citerne dans la cour de la blanchisserie, pour alimenter les machines.
En 1871, l'usine de Fleuriais emploie soixante-seize personnes et travaille en collaboration avec la blanchisserie de la Godinière. Alexandre Turpault dispose d'un outil de production performant, en mesure d'alimenter le marché national.

### Politique sociale
Les progrès techniques réalisés sur les différents sites de production s'accompagnent de progrès sociaux via l'amélioration des conditions de vie et de travail. Précurseur de cette philosophie sociale, Alexandre Turpault impose, dès 1876, une baisse du temps de travail dans les ateliers de blanchisserie. En 1881, la blanchisserie de la Godinière est la seule entreprise de Cholet où la durée du travail est réduite de 12 h à 11 h depuis cinq années.

### La reconnaissance de l'entreprise
Dès le XVIIIe siècle existait à Cholet une autre lignée de Turpault, qui possède avant la Révolution, en plus de celle de La Tessoualle, une fabrique florissante de toiles et mouchoirs à Cholet, dont le fils de René Turpault et de Perrine Potier : François Turpault (1778-1833) prend la suite. Après avoir été quatre ans maire de la Tessoualle, il devient maire de Cholet de 1815 à 1821.
Dans les décennies qui vont suivre, plusieurs sociétés vont se retrouver à plusieurs périodes en difficultés financières. C'est ainsi que le 31 août 1862, l'usine de Fleuriais à Mortagne à l'initiative des jumeaux, Victor et Auguste Matignon, est acquise par adjudication par une banque de La Rochelle, qui s'en débarrasse un an plus tard à bon prix au profil d'Alexandre Turpault, manufacturier choletais. C'est en rachetant l'usine de Mortagne de la société Caternault-Matignon-et-Cie en 1863, que progressivement la lignée d'Alexandre Turpault va prendre l'ascendance sur la fabrique plus ancienne au même patronyme.
En 1878, à Paris, pour sa première participation à l'exposition universelle, Alexandre Turpault reçoit la médaille d’argent pour ses mouchoirs en lin.
L'exposition universelle de 1889 se déroule également à Paris. Elle est triomphale par l'importance des progrès menés en onze ans, notamment la construction de la Tour Eiffel. Elle est également très importante pour la région de Cholet car on y atteste des difficultés de l'industrie du lin, face à la concurrence que lui fait le coton (ce dernier pouvant être tissé à la machine tandis que le lin doit être tissé sur des métiers à main). En effet, M. Simonnot-Godart, manufacturier membre de la commission des valeurs en douane écrit dans son rapport : « Le tissage du lin souffre considérablement de la concurrence du coton ».
En 1889, le jury international délivre la médaille d'or à Alexandre Turpault, pour sa production de mouchoirs et de toiles d’une grande régularité et à des prix très réduits, « afin de reconnaître les progrès accomplis ». C'est également à cette occasion qu'Alexandre Turpault est fait chevalier de la Légion d'honneur.
Au début du XXe siècle, la maison Alexandre Turpault a  établi sa haute réputation en linge de maison de luxe en fournissant des lieux emblématiques comme la présidence de la république, des palaces, des paquebots de luxe en particulier le Normandie. Avec les cristalleries de Saint-Louis, le porcelainier Haviland ou l'orfèvre Christofle, Alexandre Turpault a le privilège d'équiper en linge de table, les salles à manger de première classe. Il s'agit de nappes et de serviettes en jacquard de lin ornées de motifs de chasse.

### Une nouvelle génération à la tête de l'entreprise
En 1890, Alexandre Turpault, alors âgé de 71 ans, laisse la direction de l'entreprise à ses deux fils, Alexandre Marie Joseph et Alexis (dit Georges). Il reste cependant propriétaire des bâtiments et des machines.
Georges Turpault, le riche filateur choletais, ayant fait la connaissance de Georges Clemenceau à Montaigu — et jugé par lui « homme convenable qui a été le premier à souscrire pour le monument (à Clemenceau, par Sicard) de Sainte-Hermine » — s'invite ensuite pour remplacer Nicolas Pietri, empêché — qui finalement fut du voyage — pour accompagner "le Tigre" en Inde, où les deux hommes contractent une très grave maladie dont l'industriel meurt le 20 décembre 1922, à Cholet. Sa mort inspire à Clemenceau  ce mot : « Dieu a trouvé l'utilisation de Turpault dans une autre planète ; ça ne doit pas être commode »,. Il laisse le souvenir d'un homme engagé dans la vie publique et sociale.
Depuis lors, la marque Alexandre Turpault est restée spécialisée sur le marché du luxe : elle fabrique et vend toujours du linge de maison de luxe ; elle est d'ailleurs toujours commercialisée au Bon Marché et a étendu ses ventes aux autres grands magasins, comme les Galeries Lafayette ou le Printemps.

## Engagements publics

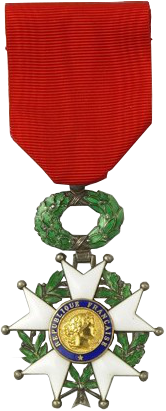
Croix de chevalier de la Légion d'honneur.

Le 13 avril 1848, à 29 ans, Alexandre Turpault est nommé conseiller municipal par arrêté du commissaire du gouvernement. Il démissionne le 18 mai, préférant concentrer ses efforts sur le développement de la maison Alexandre Turpault. 
En 1862, Alexandre Turpault devient membre de la "chambre consultative des arts et manufactures", une assemblée des principaux manufacturiers, chargée d'éclairer le gouvernement sur les besoins de l'industrie.
Entre 1870 et 1874, il est élu à plusieurs reprises conseiller municipal mais n'assume cette fonction que huit mois, préférant se consacrer à la croissance de son entreprise. Il est à nouveau élu conseiller municipal le 6 janvier 1878 et devient alors le premier adjoint au maire de Cholet à partir du 4 mars 1878.

## Hommages et distinctions
La ville de Cholet a donné le nom d'Alexandre Turpault à une de ses rues,, dans le quartier où se trouvait son usine de tissage, ainsi qu'à une école et une salle de sport.
Le 29 octobre 1889 Alexandre Turpault est fait chevalier de la Légion d’honneur dont la médaille lui est remise à l'occasion de sa participation à l'exposition universelle de 1889 à Paris.